# Das Sommerhaus der Stars – Kampf der Promipaare/Staffel 4
Die 4. Staffel der deutschen Reality-Show Das Sommerhaus der Stars – Kampf der Promipaare wurde vom 23. Juli bis zum 3. September 2019 jeweils dienstags auf dem Privatsender RTL ausgestrahlt. Innerhalb von Folge 7 wurde nach dem Finale die Aftershow Das große Wiedersehen ausgestrahlt, bei der, unter Moderation von Angela Finger-Erben, alle Paare nochmals auftraten und die vergangene Staffel besprachen und analysierten. Im Anschluss an die Staffel wurde am 3. September 2019 das Special Das Sommerhaus von A bis Z – Die Highlights aus vier Staffeln ausgestrahlt. Begleitend zur Staffel wurde auf RTL+ ein Podcast zur Sendung veröffentlicht. Moderator Martin Tietjen und Trash-TV-Experte Anredo besprachen und analysierten zu jeder ausgestrahlten Folge das Geschehen mit den ausgeschiedenen Paaren und prominenten Gästen.
Elena Miras und Mike Heiter wurden das Promi-Paar 2019.

## Teilnehmer
| Platz | Teilnehmer                                                     | Bekannt geworden als | Einzug in Folge | Auszug in Folge | Rausgewählt mit […] Stimmen |
| ----- | -------------------------------------------------------------- | --- | --------------- | --------------- | --------------------------- |
| 1     | Elena Miras (27) und ihr Freund Mike Heiter (27)               | Love Island-Paar | 1               | 7               |                             |
| 2     | Steffi Bartsch (46) und ihr Ehemann Roland Bartsch (47)        | Teilnehmer bei Goodbye Deutschland! Die Auswanderer, Produkttester bei Hot oder Schrott – Die Allestester                                                                                            | 1               | 7               |                             |
| 3     | Sabrina Lange (52) und ihr Freund Thomas Graf von Luxburg (54) | Teilnehmerin bei Big Brother und Reality Queens auf Safari / – | 3               | 7               |                             |
| 4     | Willi Herren (43) und seine Ehefrau Jasmin Herren (40)         | Schauspieler, Partysänger, Teilnehmer bei Ich bin ein Star – Holt mich hier raus! und Promi Big Brother / Sängerin, Teilnehmerin bei Der Container Exklusiv und Goodbye Deutschland! Die Auswanderer | 1               | 7               |                             |
| 5     | Johannes Haller (31) und seine Freundin Yeliz Koç (25)         | Model, Teilnehmer bei Die Bachelorette, Bachelor in Paradise und Promi Big Brother / Teilnehmerin bei Der Bachelor und Bachelor in Paradise                                                          | 1               | 6               | 3 von 5                     |
| 6     | Benjamin Boyce (50) und seine Freundin Kate Merlan (32)        | Sänger, Mitglied der Band Caught in the Act, Teilnehmer bei Ich bin ein Star – Holt mich hier raus! / Model, Teilnehmerin bei Take Me Out, Newtopia und Get the F*ck out of my House                 | 1               | 5               | 5 von 6                     |
| 7     | Menowin Fröhlich (31) und seine Ehefrau Senay Ak (28)          | Sänger, Teilnehmer bei Deutschland sucht den Superstar und Promi Big Brother / – | 1               | 4               | freiwilliger Auszug         |
| 8     | Michael Wendler (46) und seine Freundin Laura Müller (18)      | Schlagersänger, Teilnehmer bei Ich bin ein Star – Holt mich hier raus! und Promi Big Brother / – | 1               | 3               | 5 von 8                     |
| 9     | Jessika Cardinahl (53) und ihr Freund Quentin Parker (65)      | Schauspielerin, Malerin / – | 1               | 2               | freiwilliger Auszug         |

## Nominierungen
|                      | Folge 1           | Folge 2                       | Folge 3                          | Folge 4                        | Folge 5                                           | Folge 6                        | Folge 7 (Finale)               |
| -------------------- | ----------------- | ----------------------------- | -------------------------------- | ------------------------------ | ------------------------------------------------- | ------------------------------ | ------------------------------ |
| Elena & Mike         | Benjamin & Kate   | Jessika & Quentin             | Michael & Laura                  | Sabrina & Thomas               | Benjamin & Kate                                   | Sabrina & Thomas               | Promipaar 2019                 |
| Steffi & Roland      | Willi & Jasmin    | Jessika & Quentin             | Michael & Laura                  | Willi & Jasmin                 | Benjamin & Kate                                   | Johannes & Yeliz               | 2. Platz                       |
| Sabrina & Thomas     | Keine Nominierung | Keine Nominierung             | Menowin & Senay                  | Willi & Jasmin                 | Benjamin & Kate                                   | Johannes & Yeliz               | 3. Platz                       |
| Willi & Jasmin       | Steffi & Roland   | Jessika & Quentin             | Michael & Laura                  | Sabrina & Thomas               | Benjamin & Kate                                   | Johannes & Yeliz               | 4. Platz                       |
| Johannes & Yeliz     | Michael & Laura   | Jessika & Quentin             | Michael & Laura                  | Sabrina & Thomas               | Benjamin & Kate                                   | Sabrina & Thomas               | rausgewählt in Folge 6         |
| Benjamin & Kate      | Steffi & Roland   | Jessika & Quentin             | Steffi & Roland                  | Sabrina & Thomas               | Willi & Jasmin                                    | rausgewählt in Folge 5         | rausgewählt in Folge 5         |
| Menowin & Senay      | Jessika & Quentin | Michael & Laura               | Michael & Laura                  | Sabrina & Thomas               | freiwilliger Auszug in Folge 4                    | freiwilliger Auszug in Folge 4 | freiwilliger Auszug in Folge 4 |
| Michael & Laura      | Steffi & Roland   | Jessika & Quentin             | Elena & Mike                     | rausgewählt in Folge 3         | rausgewählt in Folge 3                            | rausgewählt in Folge 3         | rausgewählt in Folge 3         |
| Jessika & Quentin    | Steffi & Roland   | Michael & Laura               | freiwilliger Auszug in Folge 2   | freiwilliger Auszug in Folge 2 | freiwilliger Auszug in Folge 2                    | freiwilliger Auszug in Folge 2 | freiwilliger Auszug in Folge 2 |
|                      | Folge 1           | Folge 2                       | Folge 3                          | Folge 4                        | Folge 5                                           | Folge 6                        | Folge 7 (Finale)               |
| Freiwilliger Auszug  |                   | Jessika & Quentin             |                                  | Menowin & Senay                |                                                   |                                |                                |
| Nominierungs- schutz | Johannes & Yeliz  | Johannes & Yeliz Elena & Mike | Johannes & Yeliz Benjamin & Kate | Johannes & Yeliz Elena & Mike  | Johannes & Yeliz Steffi & Roland Sabrina & Thomas | Steffi & Roland Willi & Jasmin |                                |
| Rauswahl             |                   |                               | Michael & Laura                  |                                | Benjamin & Kate                                   | Johannes & Yeliz               |                                |
| Anmerkungen: 1. 2.   |                   |                               |                                  |                                |                                                   |                                |                                |

## Ablauf
- In Folge 1 wurden Steffi und Roland Bartsch mit 4 von 8 Stimmen zum unbeliebtesten Paar gewählt und dürfen somit nicht am nächsten Paarspiel teilnehmen. Johannes Haller und Yeliz Koç waren vor Nominierungen geschützt.
- In Folge 2 wurden Jessika Cardinahl und Quentin Parker mit 6 von 8 Stimmen zum unbeliebtesten Paar gewählt. Jedoch entschied sich das Paar daraufhin, die Sendung auf eigenen Wunsch zu verlassen. Michael Wendler und Laura Müller bekamen die weiteren zwei Stimmen und rückten damit auf die Abschussliste. Johannes Haller und Yeliz Koç sowie Elena Miras und Mike Heiter waren vor Nominierungen geschützt.
- Zu Beginn von Folge 3 verließen Jessika Cardinahl und Quentin Parker die Sendung. Anschließend zogen Sabrina Lange und Thomas Graf von Luxburg als Nachrücker ins Haus. Am Ende wurden Michael Wendler und Laura Müller mit 5 von 8 Stimmen aus dem Sommerhaus gewählt. Johannes Haller und Yeliz Koç sowie Benjamin Boyce und Kate Merlan waren vor Nominierungen geschützt.
- In Folge 4 verließen Menowin Fröhlich und Senay Ak aufgrund fehlender Erfolgsperspektiven freiwillig das Sommerhaus. Gleichzeitig machte der Sänger seiner Partnerin einen Heiratsantrag. Eigentlich wären Sabrina Lange und Thomas Graf von Luxburg mit 5 von 7 Stimmen von den Mitbewohnern rausgewählt worden. Elena Miras und Mike Heiter sowie Johannes Haller und Yeliz Koç waren vor Nominierungen geschützt.
- In Folge 5 wurden Benjamin Boyce und Kate Merlan aus dem Sommerhaus gewählt. Johannes Haller und Yeliz Koç, Sabrina Lange und Thomas Graf von Luxburg sowie Steffi und Roland Bartsch waren vor Nominierungen geschützt.
- In Folge 6 wurden Johannes Haller und Yeliz Koç mit 3 von 5 Stimmen aus dem Sommerhaus gewählt. Willi und Jasmin Herren sowie Steffi und Roland Bartsch waren vor Nominierungen geschützt.
- In Folge 7 verloren Willi und Jasmin Herren das erste Spiel und belegten den vierten Platz. Sabrina Lange und Thomas Graf von Luxburg schieden im Halbfinale aus und belegten den dritten Platz. Im Finale siegten Elena Miras und Mike Heiter über die Bartschs und konnten das Preisgeld von 50.000 Euro und den Titel Promipaar 2019 erringen.

## Einschaltquoten
Mit Staffel 4 erreichte das Format neue Zuschauerrekorde.
| Folge   | Datum (2019) | Zuschauer | Zuschauer       | Marktanteil | Marktanteil     | Quelle      |
| Folge   | Datum (2019) | Gesamt    | 14 bis 49 Jahre | Gesamt      | 14 bis 49 Jahre | Quelle      |
| ------- | ------------ | --------- | --------------- | ----------- | --------------- | ----------- |
| 1       | 23. Juli     | 2,96 Mio. | 1,68 Mio.       | 12,6 %      | 24,5 %          | [ 2 ]       |
| 2       | 30. Juli     | 3,43 Mio. | 1,97 Mio.       | 13,3 %      | 26,5 %          | [ 3 ]       |
| 3       | 6. August    | 3,88 Mio. | 2,20 Mio.       | 14,5 %      | 27,9 %          | [ 4 ]       |
| 4       | 13. August   | 3,14 Mio. | 1,75 Mio.       | 11,6 %      | 22,5 %          | [ 5 ] [ 6 ] |
| 5       | 20. August   | 3,00 Mio. | 1,72 Mio.       | 10,9 %      | 20,4 %          | [ 7 ]       |
| 6       | 27. August   | 2,99 Mio. | 1,64 Mio.       | 11,3 %      | 20,9 %          | [ 8 ] [ 9 ] |
| 7       | 3. September | 2,98 Mio. | 1,71 Mio.       | 10,4 %      | 19,2 %          | [ 10 ]      |
| Special | 3. September | 1,64 Mio. | 0,99 Mio.       | –           | 17,2 %          | [ 11 ]      |

## Trennungen
- Benjamin Boyce und Kate Merlan trennten sich im August 2019.[12]
- Willi Herren und Jasmin Herren trennten sich im Dezember 2019, liierten sich aber im Februar 2020 wieder.[13] Im März 2021 folgte die endgültige Trennung.
- Johannes Haller und Yeliz Koç trennten sich im Dezember 2019, liierten sich aber im März 2020 wieder.[14] Im Mai 2020 folgte die endgültige Trennung.
- Elena Miras und Mike Heiter trennten sich im September 2020.[15]